# Raúl Semmler
Raúl Joseph Semmler (* 6. Juni 1984 in Jena) ist ein deutscher Schauspieler, Synchronsprecher sowie Drehbuchautor und Klimaaktivist.

## Leben
Nach mehrjährigem privatem Gesangsunterricht besuchte Raúl Semmler von 2006 bis 2010 die Hochschule für Musik und Darstellende Kunst Frankfurt am Main und beendete sein Studium mit dem Diplom. Schon während seiner Ausbildung gastierte er am Berliner Maxim-Gorki-Theater und dem Schauspiel Frankfurt. Zwischen 2010 und 2013 war Semmler am Landestheater Tübingen engagiert. In den Folgejahren trat er in Worms bei den dortigen Nibelungenfestspielen und den Bad Hersfelder Festspielen auf. In der Spielzeit 2016/17 gastierte er am Hamburger Operettenhaus in Thomas Brussigs Musical Hinterm Horizont mit Liedern von Udo Lindenberg.
Rollen Semmlers waren unter anderem die Titelfigur in Romeo und Julia von William Shakespeare, Caliban in Shakespeares Der Sturm oder Hugo in Jean-Paul Sartres Drama Die schmutzigen Hände. In Worms war er Giselher in Dieter Wedels Inszenierung von Hebbels Nibelungen „Born this way“.
2009 stand Semmler als Valentinus in Sönke Wortmanns Historiendrama Die Päpstin vor der Kamera, Gastauftritte hatte er in Serien wie Ein Fall für zwei oder SOKO Leipzig. Daneben ist Semmler als Sprecher in der Werbung (unter anderem für Seat), in Imagefilmen und bei Lesungen sowie in Hörspielen tätig.
In den letzten Jahren engagiert sich Semmler als Umweltaktivist in dem Bündnis der Letzten Generation. Er ist Sprecher der Klimaaktivisten für Mannheim und die Region und beteiligt sich bundesweit an Straßenblockaden und Container-Aktionen zur Rettung von Lebensmitteln. Wegen der medienwirksamen Blockade des Werksgeländes von HeidelbergCement wurde Semmler 2022 vom Heidelberger Amtsgericht zu einer Strafe von 3000 Euro verurteilt. Im Dezember 2022 geriet er erneut in die regionalen Schlagzeilen, als er sich mit anderen Aktivisten auf der Mainzer Saarstraße auf dem Asphalt festklebte. Wegen Nichtbegleichens von Geldstrafen wurde er im Mai 2023 zu Ersatzfreiheitsstrafen verurteilt. Im September 2023 wurde Semmler wegen zweier Straßenblockaden in Mannheim im Mai und Juni 2022 vom Amtsgericht Mannheim zu einer Geldstrafe in Höhe von 150 Tagessätzen verurteilt, wobei eine vom Amtsgericht Erding verhängte rechtskräftige Geldstrafe miteinbezogen wurde. Im Juli 2024 drang der Klimaaktivist mit einigen Mitstreitern in den Frankfurter Flughafen ein und blockierte durch Klebeaktionen den Ablauf, wodurch hunderte Flüge nicht oder erst verspätet starten konnten.
Raúl Semmler lebt in Mannheim. Er kandidierte bei der Europawahl in Deutschland 2024 auf Listenplatz vier der Wählergruppe Parlament aufmischen – Stimme der Letzten Generation.

## Filmografie (Auswahl)
- 2004: Sabine! – Lonely Hearts
- 2004: Typisch Mann! – Der Partyschreck
- 2007: Ein Engel für alle (4 Folgen als Engel Amadeus)
- 2009: Polizeiruf 110 – Alles Lüge
- 2009: Die Päpstin
- 2009: 13 Semester
- 2011: Ein Fall für zwei – Verlust
- 2012: SOKO Leipzig – Kind in Angst
- 2013: Zeit der Helden
- 2015: Unterm Radar
- 2020: SOKO Leipzig – Lebenslügen

## Hörspiele
- 2009: Verbrennungen – Autor: Wajdi Mouawad – Regie: Ulrich Gerhardt
- 2009: Reigen – Autor: Arthur Schnitzler – Regie: Marlene Breuer
- 2009: Sinclair Sofokles, der Baby-Saurier – Autorin: Friederike Mayröcker – Regie: Nadja Schöning